# Cyatholaimus simulatus
Cyatholaimus simulatus is een rondwormensoort uit de familie van de Cyatholaimidae. De wetenschappelijke naam van de soort is voor het eerst geldig gepubliceerd in 1924 door Kreis.